# Paul Walden
Paul Walden (lettone:Pauls Valdens; russo: Павел Иванович Вальден; tedesco: Paul von Walden; Wenden, 26 luglio 1863 – Gammertingen, 22 gennaio 1957) è stato un chimico russo, lettone, tedesco, noto per il suo lavoro sulla stereochimica e la storia della chimica. In particolare, ha scoperto la regola di Walden, ha inventato la reazione stereochimica conosciuta come inversione di Walden e ha sintetizzato il primo liquido ionico a temperatura ambiente, il nitrato di etilammonio.

## Biografia
Walden nacque a Rozulas nell'Impero russo (ora parrocchia di Stalbe, comune di Pārgauja, Lettonia) in una numerosa famiglia di contadini lettoni. All'età di quattro anni perse il padre e in seguito la madre. Grazie al sostegno finanziario dei suoi due fratelli maggiori che vivevano a Riga (uno era un commerciante e l'altro tenente nell'esercito) Walden riuscì a completare la sua istruzione: prima si diplomò con lode alla scuola distrettuale della città di Cēsis (1876), e poi alla Riga Technical High School (1882).
Nel dicembre 1882, si iscrisse alla Riga Technical University e si interessò seriamente alla chimica. Nel 1886, pubblicò il suo primo studio scientifico sulla valutazione del colore delle reazioni di acido nitrico e nitroso con vari reagenti e stabilendo i limiti di sensibilità del metodo del colore al rilevamento dell'acido nitrico.
Nell'aprile del 1887, Walden divenne un membro attivo della Russian Physico-chemical Society. Durante questo periodo, Walden iniziò la sua collaborazione con Wilhelm Ostwald (Premio Nobel per la chimica 1909) che influenzò notevolmente il suo sviluppo come scienziato. Il loro primo lavoro insieme fu pubblicato nel 1887 e fu dedicato alla dipendenza della conduttività elettrica delle soluzioni acquose di sali dal loro peso molecolare.

## La ricerca
Nel 1888 Walden si laureò in ingegneria chimica e continuò a lavorare presso il Dipartimento di Chimica come assistente del professor C. Bischof. Sotto la sua guida, Walden iniziò a compilare "Handbook of Stereochemistry" che fu pubblicato nel 1894. In preparazione di questo manuale, Walden dovette eseguire numerose sintesi e caratterizzazioni chimiche che diedero origine a 57 articoli di giornale sulla sola stereochimica, pubblicati tra il 1889 e il 1900 su riviste russe e straniere. Continuò inoltre la sua ricerca nel campo della chimica fisica, stabilendo nel 1889 che il potere ionizzante del solvente non acquoso è direttamente proporzionale alla costante dielettrica.
Durante le vacanze estive del 1890 e del 1891, Walden visitò Ostwald all'Università di Lipsia e nel settembre 1891 difese lì una tesi di laurea sui valori di affinità di alcuni acidi organici. Ostwald gli suggerì di rimanere a Lipsia come docente privato, ma Walden rifiutò, sperando in una carriera migliore a Riga. 
Nell'estate del 1892 fu nominato professore associato di chimica fisica. Un anno dopo difese il suo dottorato sui fenomeni osmotici negli strati sedimentari e nel settembre 1894 divenne professore di chimica analitica e fisica presso l'Università tecnica di Riga. Lavorò lì fino al 1911 e durante il 1902-1905 fu rettore dell'università. Nel 1895, Walden fece la sua scoperta più notevole che in seguito fu chiamata "inversione di Walden", vale a dire che vari stereoisomeri possono essere ottenuti dallo stesso composto tramite determinate reazioni di scambio che coinvolgono l'idrogeno. Questo argomento divenne la base per la sua tesi di abilitazione difesa nel marzo 1899 presso l'Università di San Pietroburgo.
In seguito, Walden si interessò all'elettrochimica delle soluzioni non acquose. Nel 1902, propose una teoria dell'autodissociazione di solventi inorganici e organici. Nel 1905, trovò una relazione tra la massima conduttività molecolare e la viscosità del mezzo e nel 1906, coniò il termine "solvatazione". Insieme al suo lavoro sulla stereochimica, questi risultati lo portarono alla ribalta; in particolare, fu considerato un candidato per il premio Nobel per la chimica nel 1913 e nel 1914.
Walden era anche accreditato come un docente di chimica di talento. Nelle sue memorie, scrisse: "Il mio pubblico era solitamente affollato e il feedback di ascoltatori comprensivi mi dava forza ... le mie lezioni le tenevo spontaneamente, per portare freschezza alla materia ... non ho mai considerato l'insegnamento come un peso".

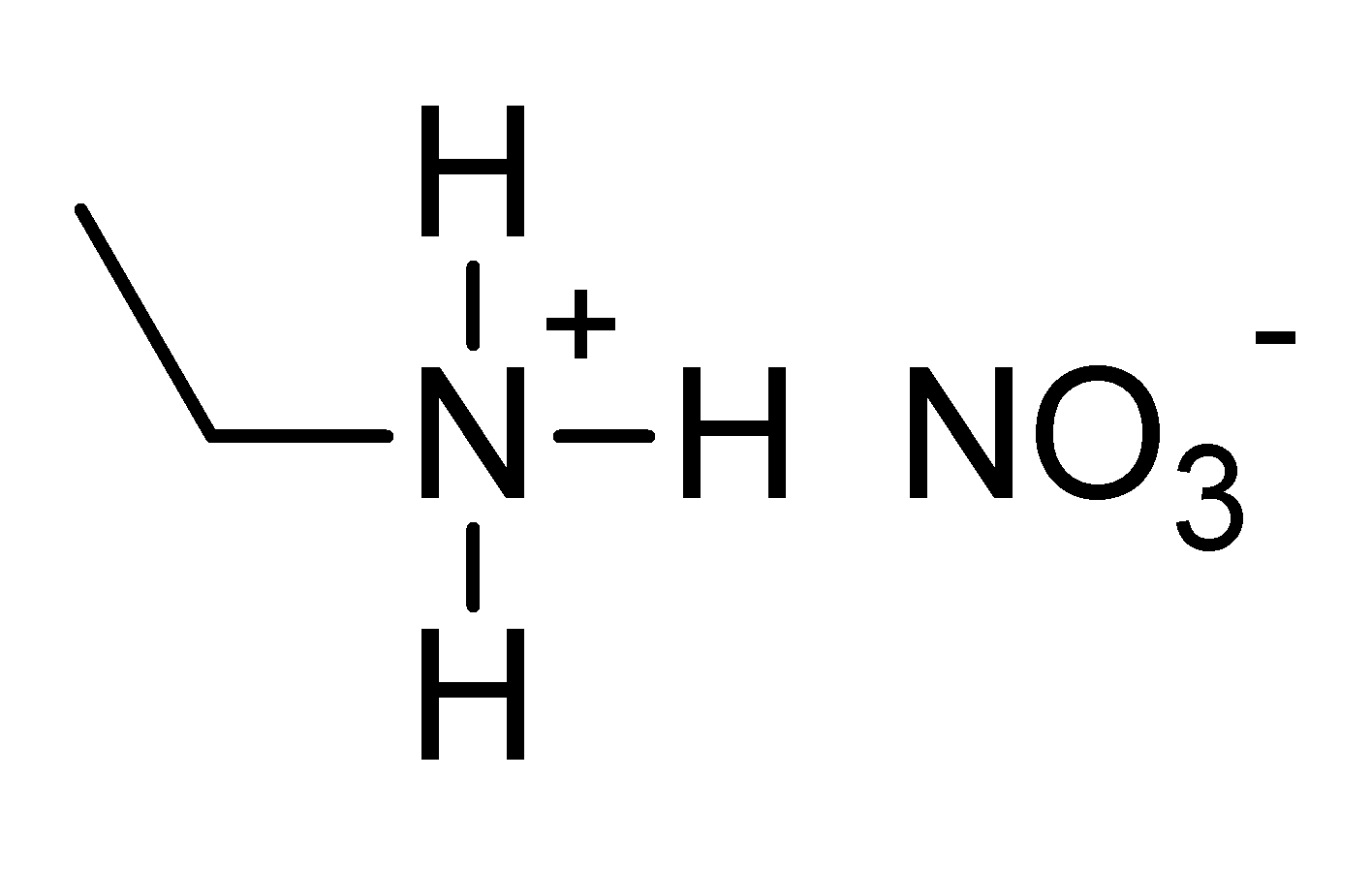
Nitrato di Etilammonio

Il 1896 portò riforme alla Riga Technical University. Mentre in precedenza, tutto l'insegnamento era condotto in tedesco e Walden era l'unico professore a tenere alcuni corsi in russo, da quel momento in poi, il russo divenne la lingua ufficiale. Questo cambiamento consentì di ricevere sussidi dal governo russo e aiutò gli ex studenti a ottenere posizioni in Russia. Queste riforme portarono a un'altra e piuttosto insolita collaborazione di Walden con Ostwald: Walden stava ricostruendo il Dipartimento di Chimica e Ostwald gli inviò le planimetrie dei laboratori chimici di Lipsia come esempio. Nel maggio 1910, Walden fu eletto membro dell'Accademia delle Scienze di San Pietroburgo e nel 1911 fu invitato a San Pietroburgo per dirigere i Laboratori Chimici dell'accademia fondata nel 1748 da Mikhail Lomonosov. Rimase in quel ruolo fino al 1919. In via eccezionale, gli fu permesso di rimanere a Riga dove aveva maggiori possibilità di ricerca, ma viaggiava, quasi ogni settimana, in treno, a San Pietroburgo per le riunioni dell'accademia e la guida della ricerca. Nel periodo 1911-1915, Walden pubblicò 14 articoli nei "Proceedings of the Academy of Sciences" sull'elettrochimica delle soluzioni non acquose. In particolare, nel 1914 sintetizzò il primo liquido ionico a temperatura ambiente, ovvero il nitrato di etilammonio (C2H5)NH+3·NO−3 con punto di fusione di with 12 °C.
Dopo il 1915, a causa delle difficoltà causate dalla prima guerra mondiale, dall'instabilità politica in Russia e poi dalla Rivoluzione d'Ottobre, Walden aveva ridotto la sua attività di ricerca e si era concentrato sull'insegnamento e sul lavoro amministrativo, assumendo numerose posizioni di leadership nella scienza. A causa dell'instabilità politica in Lettonia, Walden era emigrato in Germania. Fu nominato professore di chimica inorganica all'Università di Rostock, dove lavorò fino al pensionamento nel 1934. Nel 1924 fu invitato di nuovo a Riga, dove tenne una serie di lezioni. Gli furono offerti incarichi di leadership in chimica a Riga e a San Pietroburgo, ma rifiutò. Nonostante la sua emigrazione, Walden mantenne la sua popolarità in Russia e nel 1927 fu nominato membro straniero dell'Accademia russa delle scienze. In seguito, divenne anche membro dell'Accademia svedese (1928) e finlandese (1932).
Nel 1947 scrisse Storia della chimica organica. Morì a Gammertingen nel 1957, all'età di 93 anni. Le sue memorie furono pubblicate solo nel 1974.